# Double Ditch State Historic Site (32BL8)
Double Ditch er en godt bevaret og ualmindelig stor by af mandan-indianernes i North Dakota. Anlagt omkring år 1475 var den beboet de næste tre århundreder.:539  En palisade med bastioner for mindst hver tredivte meter samt to længe kendte grøfter og to siden opdagede grøfter omgav den. Med sine fire grøfter og kunstigt anlagte høje af to meters højde i byen:550  skiller Double Ditch sig ud fra andre befæstede indianerbyer.:549  Byen er registreret som et vigtigt fortidsminde.
Mandanerne kalder byen Yellow Earth Village:262  eller Yellow Bank Village,:157  og den var beboet af nuptadi mandaner.:14 
Double Ditch ligger på østsiden af Missouri River i Burleigh County ikke langt fra Bismarck. På et tidligt tidspunkt bestod byen af op mod 160 cirkelrunde jordhytter bygget op om et solidt træskelet; visse af de første huse har måske været rektangulære.:112  Boligerne havde et centralt placeret ildsted.:549  Hytterne lå på et 7.7 ha stort område:547  bag en palisade af forholdsvis tætstillede pæle. Udenfor palisaden løb den yderste af de fire forsvarsgrøfter, gravet ned til en dybde af omkring 1.5 meter.:550  Den yderste grøft er ældst. Sammentrækningen af grøfterne ind mod den gamle bymidte tyder på et fald i befolkningstallet i århundrederne efter byens grundlæggelse.:549 og 559  Underjordiske forrådskamre til majs og andre afgrøder findes spredt over hele byområdet og fortæller om et produktivt samfund af agerbrugere.:547 og 559  Forrådskamrene var omkring 1.4 meter i diameter og 1.6 meter dybe.:548  Op til 2 meter høje køkkenmøddinger eller affaldsbunker vidner om byens lange eksistens.:539  Markante fordybninger i jorden i yderkanten af den inderste grøft anses for at være menneskeskabte, og de er nok opstået ved, at indbyggerne har hentet jord til at bygge og vedligeholde jordhytterne og de kunstigt anlagte høje.:546 
Double Ditch var beboet i starten af 1780erne, da en koppe-epidemi bredte sig over prærien, men den blev forladt få år senere. Måske var der så få overlevende tilbage, at de søgte sammen med smågrupper i andre byer.:540  Mandanerne hævder, at siouxer øst for Missouri River (yankton- og yanktonai-siouxer):100  :37  angreb og brændte byen, der aldrig blev genopbygget.:167, 191 og 360 